# 土壤别样海源菌
土壤别样海源菌（学名：Aliidiomarina soli）是别样海源菌属的下属物种。此物种是一种革兰氏阴性、严格需氧、运动性、不形成孢子、嗜盐且嗜温的直或弯曲的杆状细菌。此物种用单个或两个极鞭毛运动。此物种最早从中国北方内蒙古的盐碱农田表层土壤中分离出来。